# Yaxché (Dzitás)
Yaxché es una población del municipio de Dzitás, en el estado de Yucatán, México. Está ubicado a 12 kilómetros al norte de la capital del municipios

## Toponimia
El nombre (Yaxché) proviene del idioma maya y significa árbol de ceiba (Ceiba pentandra).

## Hechos históricos
- En 1910 cambia su nombre de Yochec a Yaxché.

## Demografía
Según el censo de 2020 realizado por el INEGI, la población de la localidad es de 58 habitantes, de los cuales 27 son hombres y 31 son mujeres.